# Michaela Klarwein
Michaela Klarwein (* 1946 oder 1943 in München) ist eine deutsche Schauspielerin.

## Leben
Michaela Klarwein wurde als Tochter des Opernsängers Franz Klarwein in Schwabing geboren. Sie besuchte die Rudolf-Steiner-Schule in München und danach ein Gymnasium in Hamburg. Anschließend nahm sie das Studium an der Schauspielschule in Hamburg unter Hildburg Frese auf. Bereits ein halbes Jahr vor der Abschlussprüfung erhielt sie einen Vertrag an das Hamburger theater 53 und spielte dort in Carl Sternheims Die Hose. Von Hamburg ging sie für zweieinhalb Spielzeiten an das Hessische Staatstheater Wiesbaden. Sie setzte ihre Karriere am Deutschen Theater Buenos Aires fort. Mit dem Theater ging sie nicht nur als Schauspielerin, sondern auch als Regieassistentin auf Tourneen in Argentinien, Brasilien und Chile. Nach dem Südamerika-Aufenthalt wurde sie in Nürnberg engagiert und ging dann 1968 zum Theater Oberhausen. Es folgten feste und Stückverträge in Hamburg, Hannover, München, Bern, Stuttgart, Krefeld, Bregenz, Bonn, Nürnberg, Köln und Düsseldorf.
Sie war bei einigen Tourneeproduktionen dabei, wirkte bei den Sommerspielen in Wunsiedel und Feuchtwangen mit. Im Fernsehen hatte sie Gastauftritte in der Lindenstraße, in Der Fahnder, Die Anrheiner, 7 Tage Glück und im Spielfilm Engel & Joe. Außerdem synchronisiert sie und spricht Funkspots im Radio.

## Auftritte (Auswahl)
- Als Opernsängerin war sie unter der Regie von Herbert Junkers 1965 in der Oper Madama Butterfly von Giacomo Puccini als Kate Linkerton zu sehen.[5]
- Am 16. Oktober 1965 hatte sie einen Auftritt in der TV-Samstagabendshow Einer wird gewinnen.[6]
- Sie hatte eine Rolle in der Serie Der Kommissar, Folge 54 Blinde Spiele von 1972.[7]
- Zu ihren diversen Theaterauftritten gehört das am Landestheater Linz 1989 uraufgeführte Werk Aller Tage Abend.[8]
- Im Theaterstück Barfuß im Park gab sie die Ethelle Banks.[9]
- Nach einem Auftritt bei den Gandersheimer Domfestspielen erhielt sie im Jahre 1997 den "Roswitha-Ring".[10]
- 2010 spielt sie an der Seite von Kalle Pohl im Theaterstück Denn sie wissen nicht, was sie erben die Ordensschwester Severitas.[11][12][13]
- 2014 wirkte sie unter anderem an der Seite von Andrea Spatzek, Gudrun Gabriel und Marijke Amado unter der Regie von Helmuth Fuschl in Kalender Girls.[14]
- Sie war eine der deutschen Synchronsprecherinnen des japanischen Trickfilms Summer Wars.[15]